# Theronia maculosa
Theronia maculosa är en stekelart som beskrevs av Krieger 1906. Theronia maculosa ingår i släktet Theronia och familjen brokparasitsteklar. Inga underarter finns listade i Catalogue of Life.